# Sverepec
Sverepec és un poble i municipi d'Eslovàquia que es troba a la regió de Trenčín.

## Història
La primera menció escrita de la vila es remunta al 1321.

## Demografia
| Godina             | 1994 | 2004   | 2014    | 2024    |
| ------------------ | ---- | ------ | ------- | ------- |
| Nombre de persones | 1064 | 1102   | 1237    | 1404    |
| Diferència         |      | +3,57% | +12,25% | +13,50% |

| Godina             | 2023 | 2024   |
| ------------------ | ---- | ------ |
| Nombre de persones | 1376 | 1404   |
| Diferència         |      | +2,03% |